# Компанец, Олег Николаевич
Олег Николаевич Компанец (24 декабря 1940, Паневежис, Литва — 30 июня 2019, Троицк, Россия) — советский и российский физик-экспериментатор, выполнил пионерские работы в области лазерной спектроскопии сверхвысокого разрешения и лазерных стандартов частоты 10-микронного диапазона, а также разработал лазерные спектрометры высокого разрешения и чувствительности. Доктор физико-математических наук.

## Биография
Олег Николаевич Компанец родился в г. Панивежис (Литва) в семье офицера ВВС Компанца Николая Григорьевича. В первый день Великой Отечественной войны был эвакуирован (вместе с матерью Александрой Ивановной и братом-близнецом Игорем) в Новгородскую область.
После окончания Боровичского горно-керамического техникума и действительной службы в рядах ВВС (1959-1962 г.) поступил в Московский инженерно-физический институт, который окончил в 1968 г., затем окончил его аспирантуру. С 1970 г. – научный сотрудник Института спектроскопии АН СССР (ИСАН). Кандидат физико-математических наук (1973, тема диссертации «Исследование узких нелинейных резонансов в спектре молекулы SF6  при насыщении поглощения излучением CO2 лазера», руководитель В.С. Летохов). Доктор физико-математических наук (1994, тема диссертации «Разработка и исследование спектрометров на основе непрерывных CO2 и He-Ne лазеров и импульсных лазеров на красителях для спектроскопических, метрологических и аналитических измерений»). В 1979 г. О.Н. Компанец организовал и возглавил отдел опытно-конструкторских разработок уникальных аналитических и исследовательских установок на базе макетов, создаваемых в научных отделах ИСАН. В 1991 –2017 гг. – зам. директора по науке ИСАН.

### Область научных интересов
Лазерная спектроскопия, спектральный анализ, научное приборостроение, биофотоника

### Научные достижения
Экспериментально осуществлен метод получения и исследования узких оптических резонансов в спектрах молекул SF6 и моноизотопных молекул OsO4 при насыщении их поглощения CO2 -лазерным излучением во внешней нелинейно поглощающей ячейке; создан высокостабильный генератор частоты ИК диапазона на основе СО2/192OsO4-лазера на длине волны 10,53 мкм, используемый как вторичный квантовый репер с воспроизводимостью частоты 3х10−11 в умножительной цепи измерения частот ИК диапазона в ГНЦ ГСВЧ (ВНИИФТРИ), измерено абсолютное значение частоты квантового репера (1969-1979).
Создан высокостабильный генератор частоты на основе He-Ne/129I2-лазера на длине волны 0,63 мкм c долговременной нестабильностью частоты 6х10−12 (t=50 с) и повторяемостью частоты 2х10−10, используемый в качестве вторичного стандарта длины волны для системы метрологического обеспечения измерений длин волн лазеров видимого и ИК диапазонов в Харьковском ГНИИ метрологии, измерено абсолютное значение длины волны указанного репера (1979-1981).
Созданы автоматизированные лазерные атомно-флуоресцентные и фотоионизационные аналитические спектрометры на импульсных лазерах на красителях с накачкой эксимерным лазером для ультрачувствительного определения следовых содержаний и микропримесей элементов в природных объектах (морские воды, почвы, вековые льды) и высокочистых материалах электроники с пределами обнаружения для различных элементов ppt и ниже – поставлены в Институт океанологии РАН, ГИРЕДМЕТ, Институт химии высокочистых веществ, проведены исследования вод Мирового океана, морей, льдов Антарктиды и Гренландии, высокочистых веществ (1983-1990).
Созданы автоматизированный лазерные фотоионизационные спектрометры на импульсных лазерах на красителях с накачкой лазерами на парах меди для экспериментов по лазерно-ядерной фотоионизационной спектроскопии атомов со стабильными и короткоживущими ядрами с разрешением ±70 МГц и для детектирования редких изотопов с короткоживущими ядрами в режиме «on-line» на выходе ускорителя и масс-сепаратора частиц - поставлены в ЛИЯФ РАН, СЗИЯТ (КНР) и ЦЕРН (Швейцария). (1983-1998)
Создана серия перестраиваемых импульсных лазеров на красителях с автоматическим (в т.ч. микропроцессорным) управлением длиной волны с накачкой излучением азотного, медного, эксимерного и твердотельных лазеров с узкой (в т.ч. перестраиваемой по  ширине)  линией излучения  (25-3 пм). Изготовлено около 50 таких лазеров, более половины которых используется за пределами Института, в том числе в экспериментах в ЦЕРН (Швейцария), в НИСТ (США), КИИАЭ (Ю.Корея), СЗИЯТ (КНР) и др. научных центрах. Разработаны простые малогабаритные калибраторы длины волны лазерного излучения, которые в сочетании с оригинальным быстродействующим сканатором-позиционером и с помощью простейших программных средств управления позволяют устанавливать длину волны перестраиваемого лазера с точностью 5 пм; созданы прецизионная и компактная версии автоматического измерителя длины волны лазерного излучения в области 400-1100 нм на основе интерферометра Физо и фотодиодной линейки с разрешением 2х10−7 и 10−5, соответственно, и порогом измерения 0,3 мкДж в импульсе - изготовлено более 25 калибраторов и более 10 измерителей длины волны (1985-1990).
Создан типоряд не имеющих аналогов по принципу действия биосенсорных устройств (оптических биосенсоров) для биомедицины на основе портативных спектрометров кругового дихроизма (дихрометров) с использованием ДНК-биодатчиков (разработки ИМБ РАН) для высокочувствительного (10−7 М и ниже) определения биологически активных и токсичных соединений в растворах и биологических жидкостях. Разработка отмечена золотой медалью выставки в Брюсселе «Эврика-2001», Гран-при Конкурса русских инноваций (2003), дипломом Торгово-промышленной палаты РФ (2006);  по документации и при авторском сопровождении ИСАН изготовлены опытные партии приборов для научных лабораторий биомедицинского и биохимического профиля (1996-2016).
Созданные под руководством О.Н.Компанца и при его непосредственном участии экспериментальные установки и приборы расширили исследовательские и аналитические возможности лазерной спектроскопии и внесли существенный вклад в развитие отечественного оптического приборостроения. География их использования – научные центры России и стран СНГ, Финляндии, США, Англии, Швейцарии, Индии, Кореи, КНР.

## Семья
- Жена – Вера Васильевна Компанец, в девичестве Вагина (20.09.1941)
  - Дочь – Елена Олеговна Шаклычева-Компанец (23.09.1963), кандидат медицинских наук, руководитель одной из поликлиник г. Москвы
  - Сын – Виктор Олегович Компанец (09.05.1974), кандидат физико-математических наук, старший научный сотрудник Института спектроскопии РАН

## Награды
- Медаль Ордена “За заслуги перед Отечеством” II степени
- Почетный гражданин г. Троицк (Москва)
- Медаль С.И.Вавилова Российского оптического общества им. Рождественского (2017)

## Публикации

### Книги
1. О.Н. Компанец, В.С. Летохов, "Газовые лазеры как стандарты частоты и длины. Справочник по лазерам" (под ред. А.М.Прохорова), т.1, изд-во «Советское радио», М., 1978, с. 221-235.
2. Yu.M. Yevdokimov, V.I. Salyanov, S.G. Skuridin, S.V. Semenov, O.N. Kompanets, "The CD spectra of Double-Stranded DNA Liquid-Crystalline Dispersions”, Ed. Yu.M.Yevdokimov, Nova Science Publishers, Inc., N.-Y., 103 p. (2010).

### Статьи
1. Н.Г. Басов, О.Н. Компанец, В.С. Летохов и др., "Узкие резонансы при насыщении поглощения  SF6  излучением СО2-лазера”, Письма в ЖЭТФ, 1969, т.9, в.10, с.568-571.
2. Н.Г. Басов, О.Н. Компанец, В.С. Летохов и др., "Исследование узких резонансов внутри допплеровской линии вращательно-колебательных переходов молекул SF6   при насыщении поглощения”,  ЖЭТФ, 1970, т.59, № 2(8), с.394-403.
3. Yu.A. Gorokhov, O.N. Kompanets, V.S. Letokhov et al., "Narrow saturation resonances in the spectrum of OsO4  induced by CO2 laser radiation”, Optics Communications, 1973, v.7, N 4, p. 320-322.
4. О.Н. Компанец, А.Р. Кукуджанов, В.С. Летохов и др., "Нелинейная лазерная спектроскопия колебательно-вращательных переходов моноизотопных молекул OsO4  и стабилизация частоты СО2–лазера”, ЖЭТФ, 1975, т.69, в.1(7), с.32-47.
5. В.М. Татаренков, О.Н. Компанец, В.С. Летохов и др., "СО2 /192OsO4 лазер: абсолютная частота световых колебаний и новые возможности”, Письма в ЖЭТФ,1979, т.38, в.5, с.269-272.
6. M.A. Bolshov, C.F. Boutron, O.N. Kompanets et al., "Direct ultratrace determination of cadmium down to 0.1 pg/g level in Antarctic and Greenland snow and ice by laser atomic fluorescence spectrometry”, Analitica Chim. Acta, 1991, v.251, p. 169-175.
7. Г.И. Беков, Г.Г. Девятых, О.Н. Компанец и др., "Лазерный атомно-фотоионизационный спектрометр для анализа твердых высокочистых веществ. Определение фемтограммовых содержаний примеси галлия в германии.”, Высокочистые вещества, 1988, № 2, с.136-143.
8. Г.Д. Алхазов, О.Н. Компанец, В.С. Летохов, В.И. Мишин и др. "Лазерная фотоионизационная спектроскопия высокого разрешения радиоактивных изотопов европия,". ЖЭТФ, 1984, т.86, в.4, с.1249-1262.
9. О.Н. Компанец, Ю.М. Евдокимов, "Оптические биосенсоры генотоксикантов на основе наноконструкций ДНК и портативных дихрометров," Успехи физических наук, 2009, т. 179, №3, с. 329-334.
10. Ю. М. Евдокимов, О. Н. Компанец, "Структурная нанотехнология нуклеиновых кислот: нанокристаллический подход,” Успехи физических наук, 2014, т. 184, №6, с. 665-672.
11. Ю.М Евдокимов, С.Г. Скуридин, О.Н. Компанец и др.,"О возможности определения антрациклиновых антибиотиков в водных растворах при помощи оптической аналитической системы (биосенсора)”, Оптика и спектроскопия, 2017, т. 122, № 2, с. 44–51.